# Петрово (Тевризский район)
Петрово — село в Тевризском районе Омской области России. Административный центр Петровского сельского поселения.

## История
Село Петрово было основано в 1867 году. По данным 1928 года в селе имелось 142 хозяйства и проживало 710 человек (в основном — русские). Функционировала школа. В административном отношении Петрово являлось центром сельсовета Тевризского района Тарского округа Сибирского края.

## География
Село находится в северной части Омской области, на левом берегу реки Иртыш, на расстоянии примерно 16 километров (по прямой) к западу от посёлка городского типа Тевриз, административного центра района. Абсолютная высота — 61 метр над уровнем моря.

### Часовой пояс
Село Петрово, как и вся Омская область, находится в часовой зоне МСК+3. Смещение применяемого времени относительно UTC составляет +6:00.

## Население
| 2010 |
| ---- |
| 560  |

Гендерный состав
По данным Всероссийской переписи населения 2010 года в гендерной структуре населения мужчины составляли 48,6 %, женщины — соответственно 51,4 %.
Национальный состав
Согласно результатам переписи 2002 года, в национальной структуре населения русские составляли 86 %.

## Инфраструктура
В селе функционируют средняя общеобразовательная школа, фельдшерско-акушерский пункт (структурное подразделение Тевризской ЦРБ), сельский дом культуры и отделение Почты России.

## Улицы
Уличная сеть села состоит из пяти улиц и одного переулка.